# Obatzda

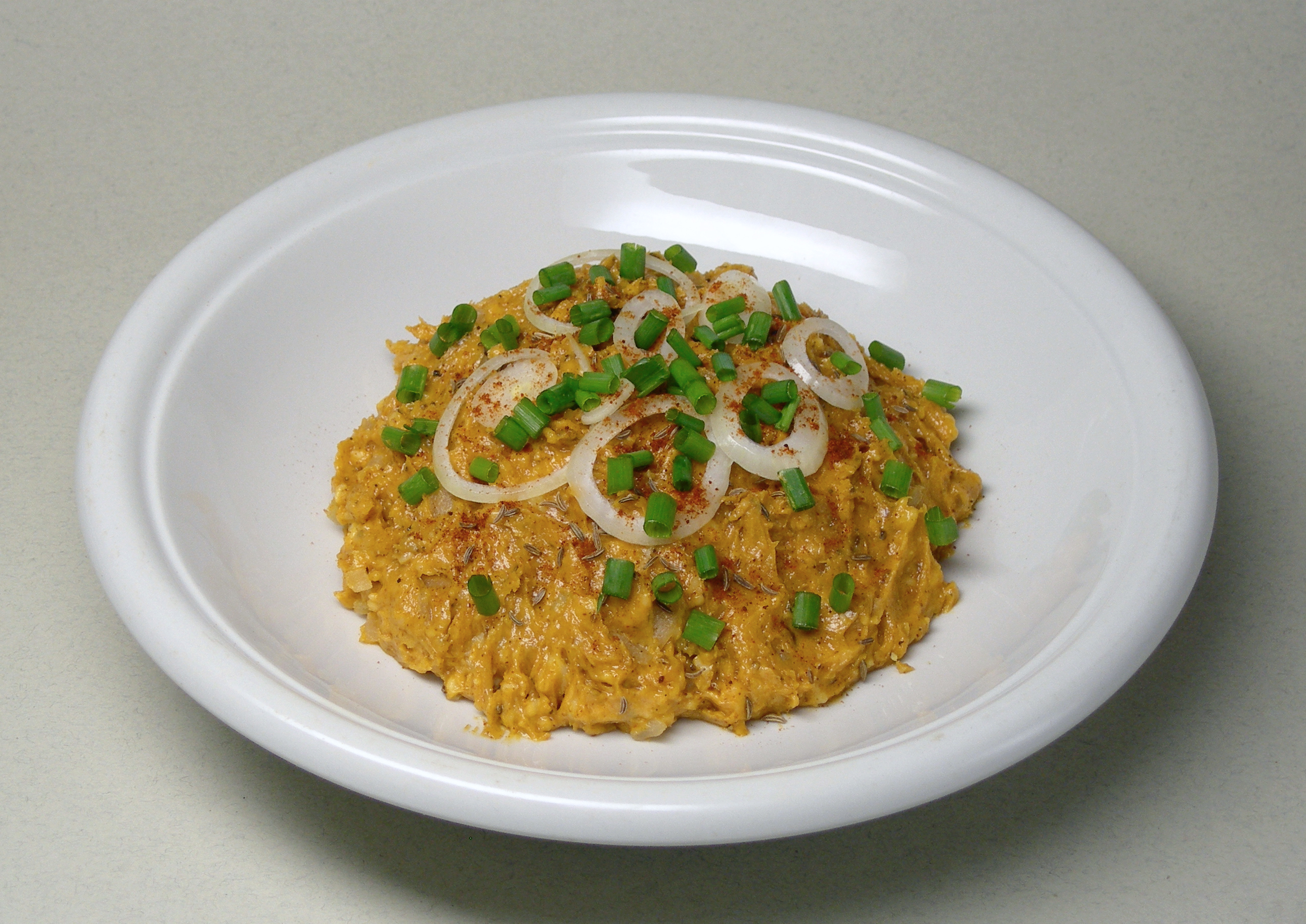
Obatzda.

Obatzda es un queso elaborado en Baviera. Se prepara con una mezcla de quesos Camembert con polvo de pimentón dulce y cebollas en una especie de masa para untar que se emplea sobre pan o Bretzels. El Obatzda es un ejemplo clásico que aparece como tapa en los Biergarten bávaros. El nombre proviene de la pronunciación del dialecto austro-bávaro que en alemán estándar se denomina Angebatzter que significa: "triturado" al español.

## Variantes
Existe un queso muy similar en las recetas de las cocinas de Austria/Eslovaquia denominado Liptauer.
- Datos: Q707630
- Multimedia: Obatzter / Q707630